# FlowTex
Die FlowTex Technologie GmbH & Co. KG im badischen Ettlingen war ein Unternehmen, das in betrügerischer Weise mit Horizontalbohrmaschinen zur Verlegung unterirdischer Leitungen handelte. Im Tatzeitraum von 1994 bis 1999 entstand ein Schaden von fast 4,2 Milliarden DM. Nach verbreiteter Einschätzung handelt es sich um den bis dahin größten Fall von Wirtschaftskriminalität in der Geschichte der Bundesrepublik Deutschland.
Bei den Ermittlungen wurden 55 Hausdurchsuchungen durchgeführt und gegen 110 Beschuldigte 123 Verfahren eingeleitet. Die vier Haupttäter erhielten Freiheitsstrafen von insgesamt 58 Jahren; zwei FDP-Landesminister verloren ihr Amt. Der staatsanwaltlich errechnete Schaden betrug 4,9 Mrd. DM (kaufkraftbereinigt heute rund 4 Mrd. EUR), davon ca. 0,7 Mrd. DM, die noch drei Tage nach der Verhaftung des Haupttäters Manfred Schmider für die – von Commerzbank und Dresdner Bank begebene – FlowTex-Anleihe auf das Konzernkonto geflossen wären.

## Das Unternehmen
Geschäftsgegenstand von FlowTex war der Leitungsbau in geschlossener Bauweise, bei dem ohne vollständige Aufgrabung vorgegangen wird, sowie der Vertrieb der dafür erforderlichen Horizontalbohrmaschinen. Die Vorteile der Methode gegenüber der konventionellen Technik sind Zeitersparnis, niedrigere Kosten und eine geringere Beeinträchtigung des Umfelds.
Entstanden war die Technik aus einem 1978 gestarteten Forschungsprojekt des Electric Power Research Institute. Zur Marktreife gebracht und vertrieben wurden die Maschinen durch das 1983 in den USA gegründete Unternehmen FlowMole (1991 umbenannt in UTILX).
Im Jahr 1996 übernahm eine hundertprozentige Tochter von FlowTex den Baden-Airpark mit dem heutigen Flughafen Karlsruhe/Baden-Baden für 38 Millionen DM.

## Betrug
FlowTex verkaufte 3142 Horizontalbohrmaschinen, die real nicht existierten. Demgegenüber standen 270 reale Bohrmaschinen, womit deutlich über 90 % der Anlagen nur auf dem Papier bestanden, zu einem Stückpreis von rund 1,5 Millionen DM.

### Akteure
Gründer waren Manfred Schmider und Klaus Kleiser. Finanzchef war Karl Schmitz, als Prokurist trat Thomas Reinhard in Erscheinung. Die Geschäftsführerin des vermeintlichen Herstellerunternehmens KSK, Angelika Neumann, Ex-Sekretärin Manfred Schmiders, stellte Rechnungen über 1200 nicht existierende Bohrgeräte aus. Manfred Schmiders Bruder Matthias war als Geschäftsführer des Zulieferers Male und Chef der französischen FlowTex-Niederlassung ebenfalls am Betrug beteiligt. Nach Berechnungen des Insolvenzverwalters soll Matthias Schmider auf diese Weise über 85 Millionen DM „erwirtschaftet“ haben.

### Vorgehensweise
FlowTex verkaufte die fingierten Bohrsysteme an Leasinggesellschaften und Banken und leaste die Maschinen wieder zurück (Sale-Lease-Back-Transaktion), damit die Leasinggesellschaften den notwendigen Marktbedarf für eine Kreditfinanzierung bei den Banken nachweisen konnten. Der Gewinn des Betrugs waren die den Leasinggesellschaften für den Kauf der nicht existenten Bohrmaschinen gewährten Kredite. Um den Umstand zu kaschieren, dass nur ein Zehntel der Bohrsysteme wirklich existierte, fälschten die Gesellschafter von FlowTex vor Jahresabschlussprüfungen unter anderem auch die Seriennummern auf den Zulassungsschildern der Bohrgeräte, indem immer neue Zulassungsplaketten mit neuen Seriennummern auf denselben Geräten angebracht wurden.
Das „Geschäftsmodell“ dieses Kreditbetrugs ähnelt dem eines Schneeballsystems, weil die Zahlung der Leasingraten an die Leasinggesellschaften immer neue „Verkäufe“ nicht existenter Maschinen an diese erfordert.

### Rolle der Finanzbehörden
Eine mögliche Verstrickung von Betriebsprüfern des zuständigen Finanzamts prüfte ein Untersuchungsausschuss des Landtags von Baden-Württemberg; dies war auch Gegenstand mehrerer Gerichtsverfahren. Den Beschuldigten wurde vorgeworfen, durch ihre Betriebsprüfungen Kenntnis von dem Betrug erlangt und dennoch geschwiegen zu haben. Ein Betriebsprüfer hatte Sachleistungen von FlowTex erhalten. Er wurde wegen Vorteilsannahme – nicht jedoch wegen Beihilfe zum Betrug – strafrechtlich verurteilt.

## Prozesse
Im Zuge des Flowtex-Skandals kam es zu einer Vielzahl von Prozessen. Im Jahr 2008 berichtete die Staatsanwaltschaft Mannheim, dass seit dem Jahr 2000 insgesamt 127 Ermittlungsverfahren eingeleitet worden waren, die dazu führten, dass 27 Menschen verurteilt wurden – davon 25 zu Freiheitsstrafen (9 ohne und 16 mit Strafaussetzung zur Bewährung) und zwei zu Geldstrafen.
Das Insolvenzverfahren wurde erst im Februar 2020 beendet.

### Strafverfahren
Im Jahr 2000 wurde dem Geschäftsführer Manfred Schmider und weiteren Mitarbeitern Betrug nachgewiesen, der einen Schaden von rund 2,9 Milliarden DM angerichtet hatte. Die Verantwortlichen wurden 2002 vom Landgericht Mannheim zu sechs bis zwölf Jahren Freiheitsstrafe verurteilt; die Verurteilung zu zwölf Jahren Freiheitsstrafe für Manfred Schmider wurde auf seine Revision hin auf 11 Jahre und 6 Monate reduziert. Am 2. Oktober 2007 wurde Manfred Schmider auf Bewährung entlassen, nachdem er zwei Drittel seiner Strafe verbüßt hatte.
Besonderes Aufsehen erregte die gerichtliche Anordnung, den Hauptbeschuldigten Schmider in der Forensischen Psychiatrie unterzubringen. Im Auftrag der Staatsanwaltschaft Mannheim hatte ein Psychiater Schmider attestiert, er leide womöglich an Größenwahn, der seine Schuldfähigkeit und damit seine Strafbarkeit mindere. Wörtlich bezeichnete er dies als „Harry-Potter-Phänomen der halluzinatorischen Wunscherfüllung“. Die zuständige Wirtschaftsstrafkammer ordnete daraufhin eine psychiatrische Zweitbegutachtung an, weil der Erstgutachter seine Kompetenzen überschritten und sich allein auf die Darstellung Schmiders gestützt habe. Da Schmider sich einer erneuten Begutachtung verweigerte, ordnete die Strafkammer seine Unterbringung in einem psychiatrischen Krankenhaus an. Aufgrund eines Beschlusses des Oberlandesgerichts Karlsruhe entging Schmider dieser zwar, wurde aber zur weiteren Beobachtung in die ärztliche Abteilung der JVA Stuttgart-Stammheim gebracht. Die hiergegen gerichtete Verfassungsbeschwerde hatte Erfolg: Das Bundesverfassungsgericht bestätigte eine Verletzung des allgemeinen Persönlichkeitsrechts.
Im Dezember 2007 wurde die ehemalige Ehefrau Manfred Schmiders wegen Geldwäsche zu einer Geldstrafe von 100.000 Euro verurteilt.
Ein ehemaliger FlowTex-Anwalt wurde im April 2008 wegen Beihilfe zum Betrug und Steuerhinterziehung zu einer Freiheitsstrafe von vier Jahren verurteilt. Er hatte die Geschäftsführung von FlowTex rechtlich beraten und dabei geholfen, den Betrug zu verschleiern.
Am 23. Januar 2013 wurde Manfred Schmider wegen zweifachen Bankrotts zu einer Bewährungsstrafe verurteilt. Aus der JVA heraus hatte er in den Jahren 2005 und 2006 die Überführung von vier Chagall-Gemälden und einem Luxus-Geländewagen in die Schweiz organisiert und damit der Insolvenzmasse von FlowTex entzogen. Strafmildernd wurde die lange Verfahrensdauer berücksichtigt, in dem die Staatsanwaltschaft bereits im Sommer 2007 Anklage erhoben hatte.
Im Oktober 2015 begann in der Schweiz ein Gerichtsverfahren, in dem den Angeklagten vorgeworfen wurde, aus der Insolvenzmasse von FlowTex die Verkaufserlöse für eine Villa in St. Moritz, einen 51-Karat-Diamanten und vier Chagall-Gemälde entwendet zu haben. Am 28. Januar 2016 verurteilte das Bezirksgericht Frauenfeld die Angeklagten wie folgt:
- Manfred Schmider wegen Geldwäsche zu einer Freiheitsstrafe von 14 Monaten, davon sieben Monate auf Bewährung,
- dessen ehemalige Ehefrau wegen Geldwäsche und Urkundenfälschung zu einer Freiheitsstrafe von drei Jahren, davon zwei Jahre auf Bewährung,
- ihren Anwalt zu einer Freiheitsstrafe von zwei Jahren.
- Die beiden erwachsenen Kinder Schmiders wurden freigesprochen.[13][14]

Eine Berufungsverhandlung fand am 25. September 2018 durch das Obergericht Thurgau statt. Dabei erhöhte die zweite Instanz insbesondere die Freiheitsstrafe gegen Manfred Schmider auf 18 Monate. Das Schweizer Bundesgericht hat im August 2019 zwei vorinstanzliche Schuldsprüche wegen bandenmäßiger Geldwäsche aufgehoben. Das Obergericht Thurgau hat daraufhin die drei Personen im Oktober 2021 freigesprochen.

### Zivilprozesse
Der Bundesgerichtshof entschied im Jahr 2005 über die Klage des Insolvenzverwalters von FlowTex auf Auszahlung eines Kontoguthabens des Unternehmens in Höhe von 19,5 Millionen DM bei der Volksbank Ettlingen und hob die Entscheidungen der Vorinstanzen teilweise auf. Die Volksbank hatte eine Überweisung der KSK auf ein FlowTex-Konto bei einer Drittbank eigenmächtig auf ein FlowTex-Konto bei sich selbst umgeleitet, dort mit eigenen, höheren Forderungen gegen FlowTex aufgerechnet und das Guthaben auf ein eigenes Konto umgebucht. Der BGH urteilte, dass die abgeänderte Überweisung weder der KSK noch der Volksbank als Leistung zugerechnet werden könne und daher eine Rückforderung nicht durch § 814 BGB ausgeschlossen sei. Es bestehe vielmehr ein unmittelbarer Bereicherungsanspruch („Direktkondiktion“) der Volksbank gegen FlowTex, sodass die Verweigerung der Auszahlung nicht rechtswidrig sei. Im Ergebnis mussten die Buchungen rückgängig gemacht und damit der Zustand vor der Überweisung wiederhergestellt werden.

### Amtshaftungsverfahren
Die Gläubiger scheiterten mit einer gegen das Land Baden-Württemberg erhobenen Amtshaftungsklage auf Schadensersatz in Höhe von 1,1 Milliarden. Das Landgericht Karlsruhe wies die Klage in erster Instanz ab, da eine Beihilfe von Finanzbeamten zum FlowTex-Betrug oder ein amtsmissbräuchliches Verhalten nicht nachweisbar war. Die Berufung gegen dieses Urteil wies das Oberlandesgericht Karlsruhe zurück. Nachdem der Bundesgerichtshof die Nichtzulassungsbeschwerde am 27. Mai 2009 zurückgewiesen hat, war die Klageabweisung rechtskräftig.

## Politisches Umfeld
Neben den Verantwortlichen bei FlowTex gerieten auch Wirtschaftsprüfer (KPMG), Behörden, Staatsanwaltschaft und FDP- und CDU-Politiker des Landes Baden-Württemberg ins Zwielicht, da die Luftgeschäfte lange Jahre unentdeckt blieben. Manfred Schmider pflegte freundschaftliche Kontakte zu mehreren Verantwortungsträgern und war vor der Aufdeckung des Skandals als erfolgreicher Unternehmer sehr angesehen. So war der baden-württembergische FDP-Ehrenvorsitzende Jürgen Morlok seit 1994 als Unternehmenssprecher die rechte Hand Schmiders. Der ehemalige baden-württembergische Wirtschaftsminister Walter Döring (FDP) wurde wegen uneidlicher Falschaussage im FlowTex-Prozess zu einer Bewährungsstrafe verurteilt. Am 23. Oktober 2005 akzeptierte Döring den Strafbefehl über neun Monate Haft auf Bewährung und eine Geldauflage in Höhe von 20.000 Euro.

### Untersuchungsausschuss
Der Landtag Baden-Württemberg setzte auf Antrag der Fraktion der SPD und der Fraktion GRÜNE einen Untersuchungsausschuss ein, der 3½ Jahre bestand (19. März 2002 bis 18. Oktober 2005) und 48 Mal zusammentrat. Hierbei wurden 114 Zeugen angehört und 1.300 Akten und Aktenteile beigezogen.

## Verbleib der einzelnen Vermögenswerte
Zwischen 1994 und 1999 nahm FlowTex von Leasinggesellschaften rund 4,2 Milliarden DM ein. In Form von Leasingraten wurden davon rund 2,6 Milliarden DM zurückbezahlt. Der auf betrügerische Weise erlangte Überschuss belief sich somit auf ca. 1,6 Milliarden DM.
Die in diesem Zeitraum angefallenen realen Geschäftsausgaben (Gehälter, Mieten usw.) beliefen sich auf rund 686 Millionen DM sowie Steuern von rund 325 Millionen DM. Die verbleibende Differenz von etwa 616 Millionen DM floss an die damaligen Geschäftsführer von FlowTex, Manfred Schmider, Klaus Kleiser, Angelika Neumann (Geschäftsführerin der KSK Guided Microtunneling Technologies), Matthias Schmider und an diverse Beteiligungsgesellschaften im Zusammenhang mit Beteiligungen an Leasinggesellschaften in Höhe von 80 Millionen DM.
Die FlowTex-Geschäfte waren ordentlich versteuert worden, deshalb musste die Stadt Ettlingen nach der Aufdeckung des Skandals Gewerbesteuern in beträchtlicher Höhe an den Insolvenzverwalter zurückzahlen.

## Musical
Die FlowTex-Geschichte inspirierte das Musical Big Money, das 2011 im Badischen Staatstheater Karlsruhe uraufgeführt wurde. Thomas Zaufke vertonte einen Text von Peter Lund.

## Fernsehfilm
Im Auftrag von SWR Fernsehen und ARD Degeto produzierte die Polyphon Film- und Fernsehgesellschaft den Fernsehfilm Big Manni über den FlowTex-Skandal in Form einer Unternehmer-Satire. Autor und Regisseur war Niki Stein. Die Rolle des Unternehmers Manfred Schmider verkörperte Hans-Jochen Wagner. Die Uraufführung war beim Festival des deutschen Films 2018, Die Erstausstrahlung im Ersten fand am 1. Mai 2019 statt. Im Anschluss an den Fernsehfilm zeigte die ARD die Dokumentation Big Manni – Big Money – Die wahre Geschichte eines Milliardenbetrugs, eine Rückschau mit Zeitzeugen.

## Ähnliche Skandale
- Balsam AG (1994): Durch missbräuchlich ausgeübte Factoringverträge (Kreditleistungen für keinen unmittelbaren Leistungswert) wurde hier ein ähnlicher Effekt erzielt wie bei FlowTex.
- Schneider-Affäre (1994): Durch überhöht angegebene Flächen und nicht real existierende Stockwerke von Immobilienneubauten wurden überhöhte Kredite von 5,5 Mrd. DM bei etwa 55 verschiedenen Banken erlangt, was durch Fahrlässigkeit bei der Kreditvergabe ermöglicht wurde.
- Liste von Unternehmenszusammenbrüchen und -skandalen